# Proceso de Gauss

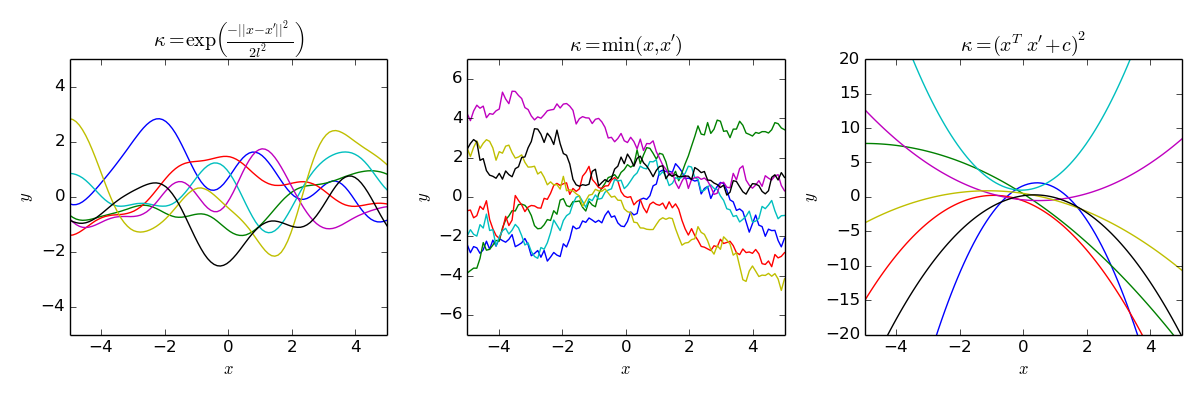
El efecto de elegir distintos núcleos sobre la distribución de funciones previa del proceso gaussiano. La izquierda es un núcleo exponencial en el cuadrado. El medio es browniano. La derecha es cuadrática.

Un proceso de Gauss es un proceso estocástico que  muestra en el tiempo {\displaystyle \{X_{t}\}_{t\in \tau }} de manera tal que no afecte la finitud de una combinación lineal {\displaystyle X_{t}} que se tenga (o más generalmente cualquier funcional lineal de la función de muestra {\displaystyle X_{t}}), combinación lineal que se distribuirá normalmente.

## Historia
Este concepto es llamado así en honor a Carl Friedrich Gauss, simplemente porque la distribución normal es también llamada algunas veces como gaussiana, aunque no haya sido éste el primero que la estudió. Nótese que algunos autores, como B. Simon, suponen que las variables {\displaystyle X_{t}} tengan media cero.

## Definición alternativa
Alternativamente, un proceso es gaussiano sí y sólo sí para cada conjunto finito de índices {\displaystyle t_{1},{\ldots },t_{k}} del conjunto {\displaystyle T}:

{\displaystyle \mathbf {X} _{t_{1},{\ldots },t_{k}}=\left(X_{t_{1}},{\ldots },X_{t_{k}}\right)},

es un vector evaluado en una variable aleatoria gaussiana. Usando función característica de variables aleatorias, podemos formular la propiedad gaussiana como sigue: {\displaystyle \{X_{t}\}_{t\in \tau }} es gaussiana sí y sólo sí para cada conjunto finito de índices {\displaystyle t_{1},{\ldots },t_{k}} existen reales positivos {\displaystyle \sigma _{lj}} y {\displaystyle \mu _{j}} tal que:

{\displaystyle \mathbb {E} \left[\exp {\left(i\sum _{l=1}^{k}\,t_{l}X_{t_{l}}\right)}\right]=\exp {\left(-{\frac {1}{2}}\sum _{l,j}\,\sigma _{lj}t_{l}t_{j}+i\sum _{l}\,\mu _{l}t_{l}\right)}}

donde {\displaystyle \mathbb {E} (\cdot )} denota la esperanza matemática y los valores {\displaystyle \sigma _{lj}} y {\displaystyle \mu _{j}} se puede demostrar la covarianza y media del proceso.

## Ejemplos
- Un proceso de Wiener es un caso particular de proceso gaussiano.
- El movimiento browniano es un proceso físico que puede ser modelizado por un proceso de Wiener.